# Château concentrique

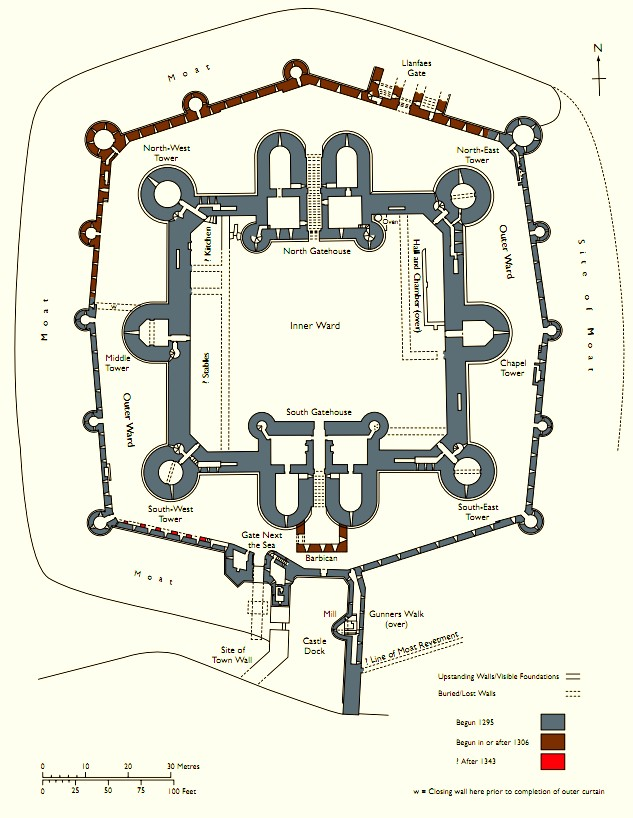
Château de Beaumaris (pays de Galles)

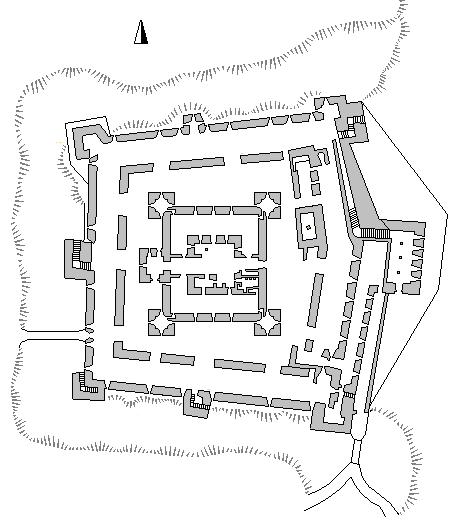
Plan du château de Belvoir (Israël).

Un château concentrique, ou château à enceintes concentriques, est un château avec deux ou trois murs d'enceinte successifs, les murs intérieurs étant plus hauts que les murs extérieurs.

## Structure
Le terme de concentrique n'implique pas que les enceintes soient circulaires. Les murs d'enceinte sont de forme approximativement rectangulaire comme aux châteaux de Belvoir (Israël) et Beaumaris (pays de Galles) quand le terrain le permet. Ou bien en forme de polygone irrégulier comme le Krak des Chevaliers (Syrie) ou le Château de Margat (Liban) pour s'adapter au terrain.
Les châteaux concentriques ressemblent à des châteaux imbriqués l'un dans l'autre avec la présence de cours intérieures et extérieures. Dans les rares cas où ils disposent de donjon, celui-ci n'est pas au centre du château mais inséré dans les murs de l'enceinte intérieure.
Les châteaux concentriques sont une réponse au progrès des techniques de siège notamment à la période des croisades aux XIIe et XIIIe siècles. Les murailles extérieures empêchent les engins de siège de trop s'approcher. Les murailles intérieures plus hautes permettent de se défendre contre les assaillants. Ces châteaux comportaient aussi de grosses tours capables de recevoir des machines telles que des trébuchets susceptibles de frapper les assaillants.
Bien que concentriques, les enceintes n'étaient pas uniformes. Elles pouvaient être renforcées par des tours ou des barbacanes sur les côtés les plus exposés. C'est notamment le cas au Krak des Chevaliers dans sa partie sud où la configuration du terrain permettait à des assaillants de déployer des machines de siège. À l'inverse, le Château de Beaumaris bâti sur un terrain plat présente une grande homogénéité.

## Bref historique
Les premiers châteaux concentriques ont été édifiés en Orient à l'époque des Croisades. Ils ont ensuite été importés en Europe et notamment en Angleterre.
Les châteaux concentriques étaient chers à bâtir du fait de leur grande extension : ce sont en fait plusieurs châteaux imbriqués les uns dans les autres. De ce fait, ils n'étaient pas à la portée des petits seigneurs féodaux. Ils ne pouvaient être bâtis que par des ordres militaires riches tels que les Hospitaliers de l'ordre de Saint-Jean de Jérusalem ou les Templiers, ou par des rois tels que Édouard Ier d'Angleterre après sa conquête du Pays de Galles.
Des structures similaires ont été construites avec une enceinte extérieure s'ajoutant à l'enceinte principale sur les points les plus exposés d'un château. Mais sans s'étendre sur la totalité du périmètre du château pour qu'on puisse parler de château concentrique. C'est par exemple le cas des murs de Théodose à Constantinople et de la Cité de Carcassonne, avec la notion de lices entre les deux enceintes.

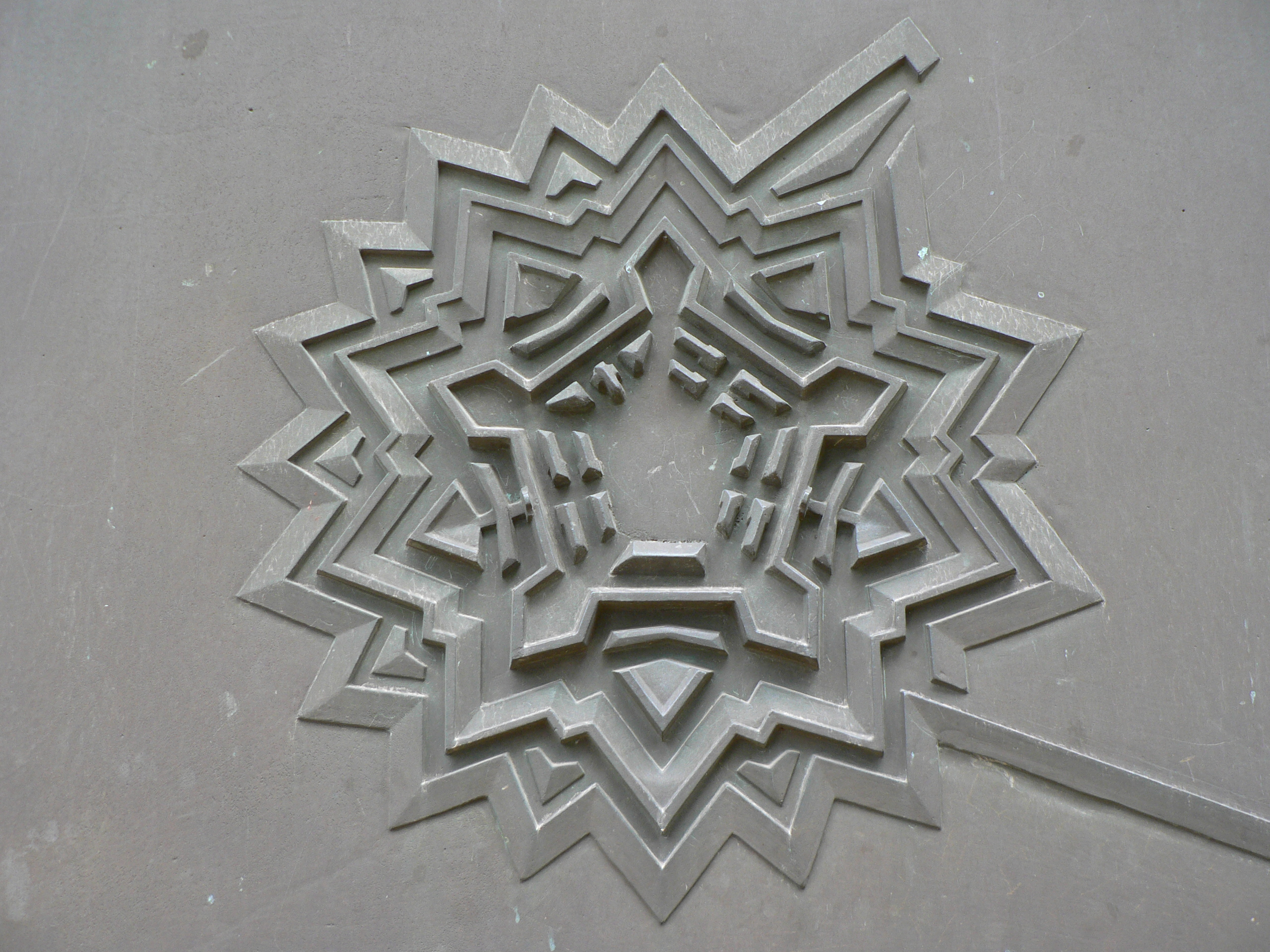
Plan en étoile de la citadelle de Lille conçu par Vauban

## Évolutions ultérieures
Plus tard, la notion d'enceintes concentriques et successives sera reprise et développée dans les fortifications de Vauban : les fortifications extérieures empêchent l'approche des assaillants et sont protégées par les défenseurs retranchés sur les fortifications intérieures. Et leur capture éventuelle ne signifie pas forcément la prise de la forteresse.

## Exemples de châteaux concentriques

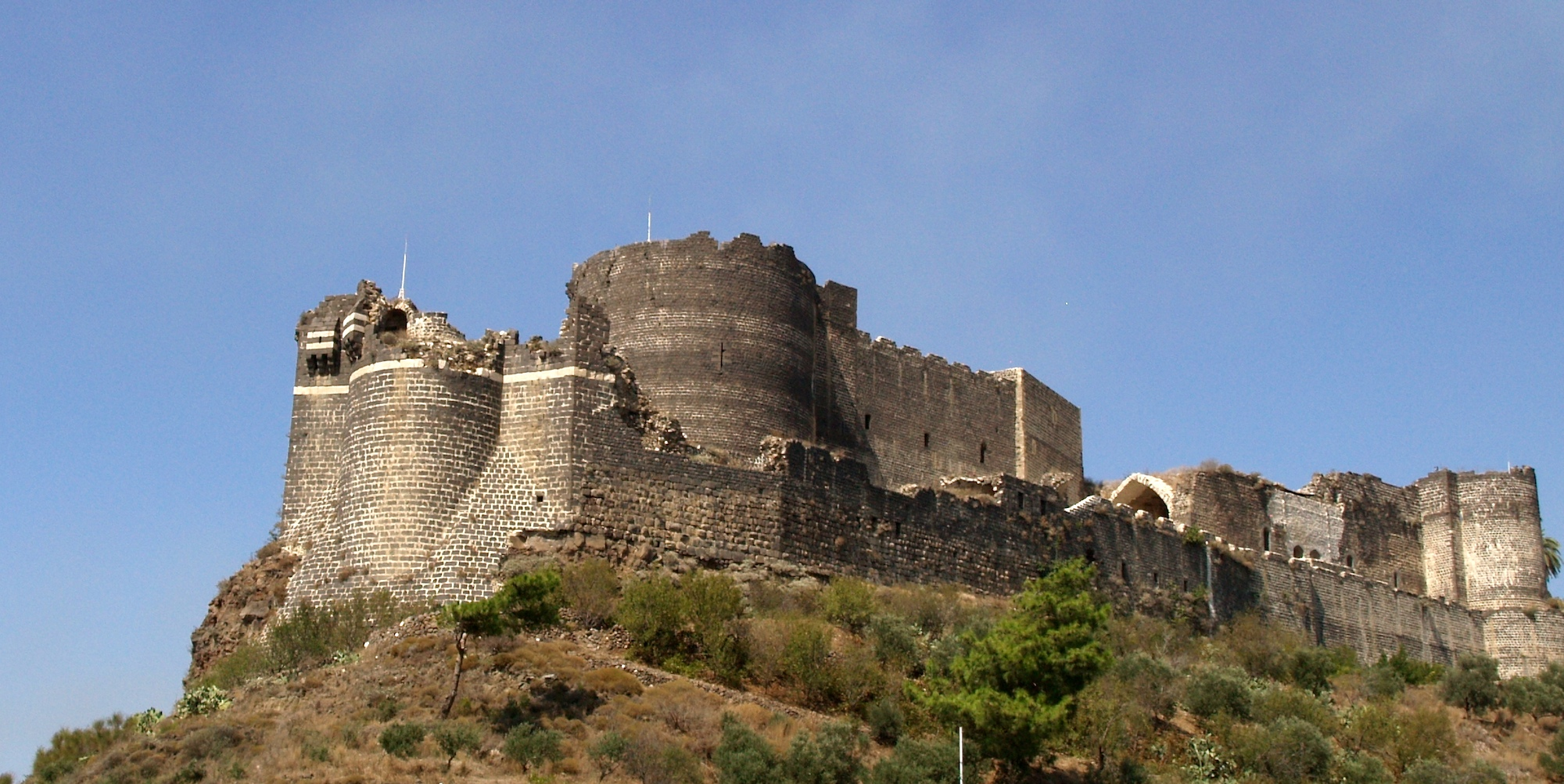
Château de Margat (Syrie), 1062-
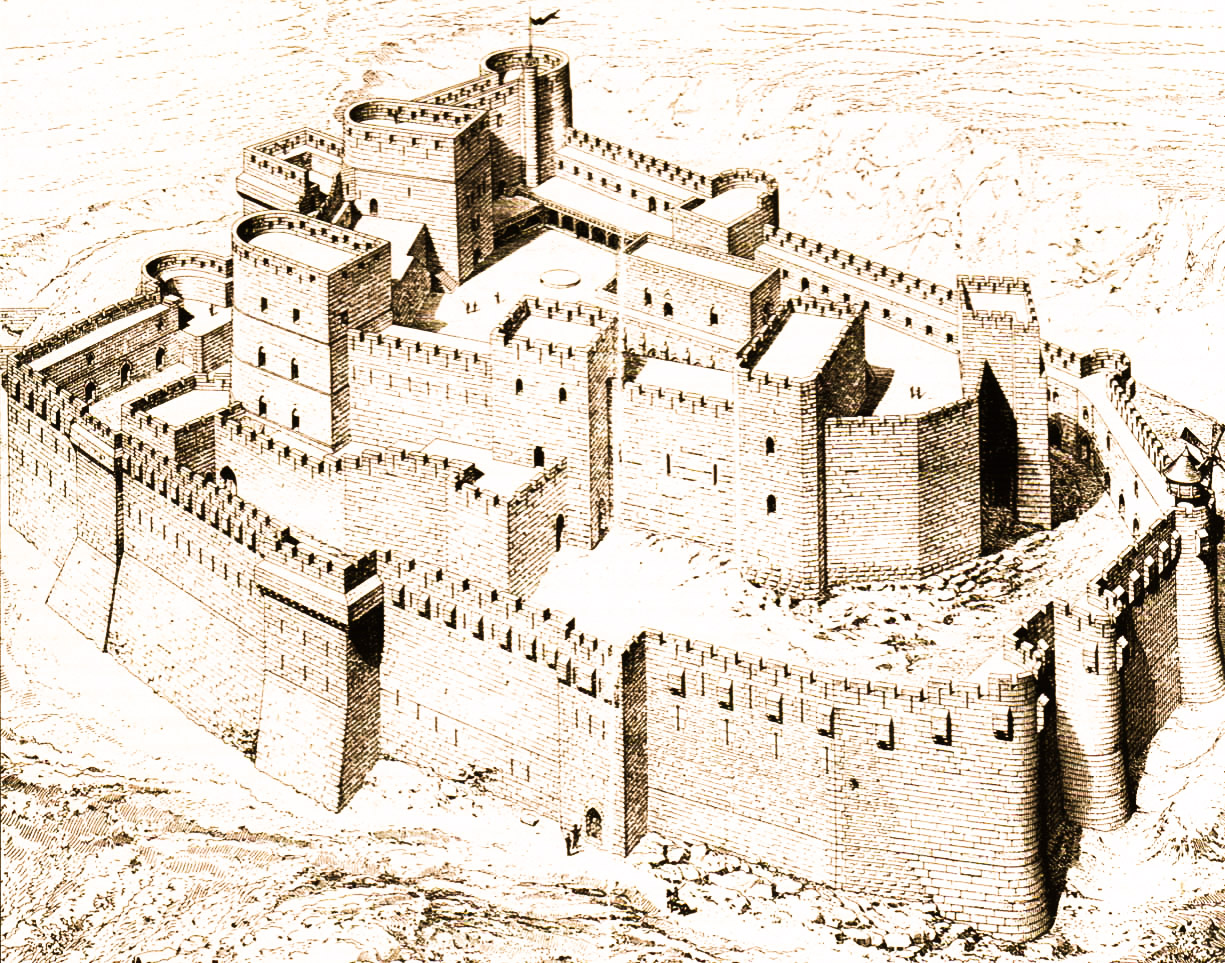
Krak des Chevaliers (Syrie), 1142-1170
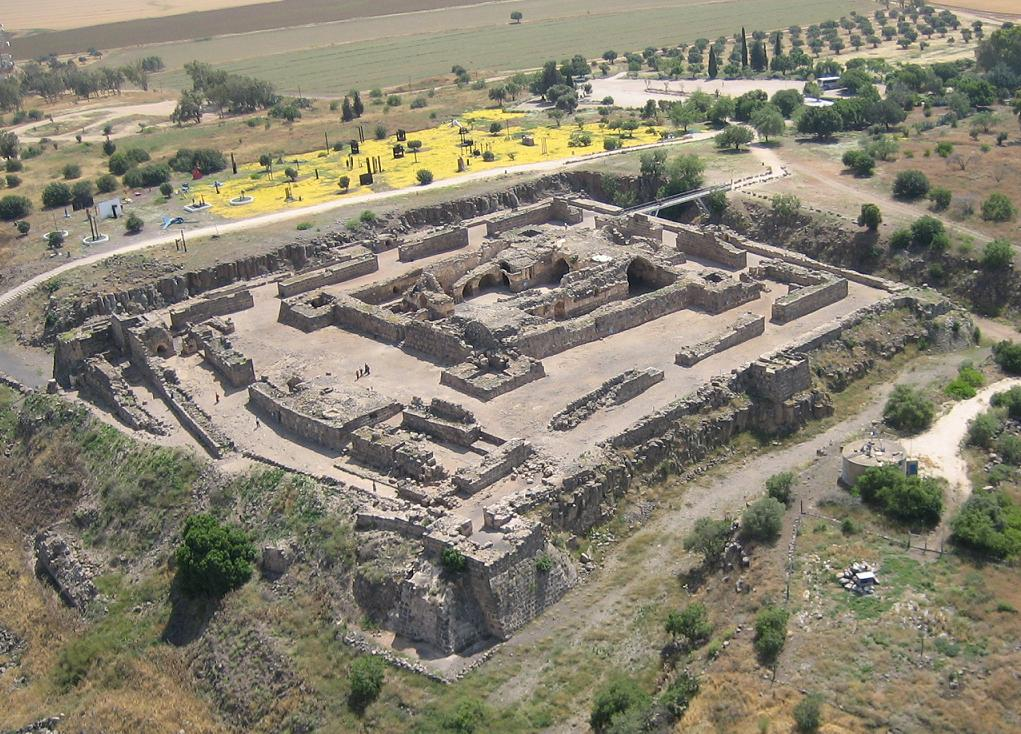
Château de Belvoir (Israël), 1150
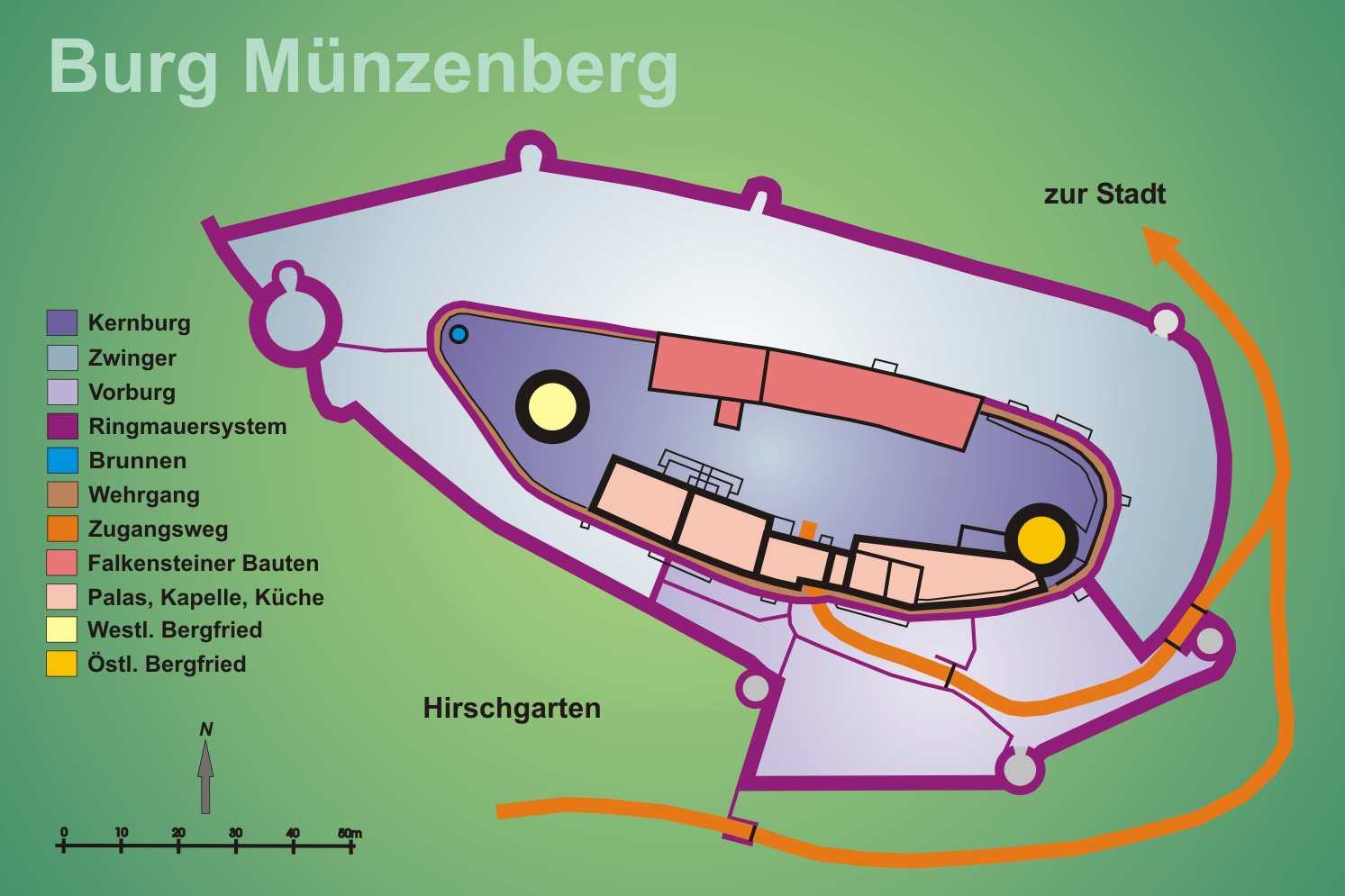
Château de Münzenberg (Hesse), 1162
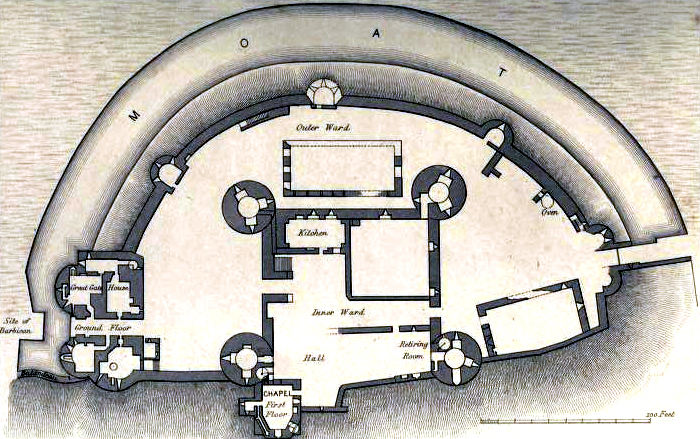
Château de Kidwelly, sud-ouest du pays de Galles, XIIIe siècle
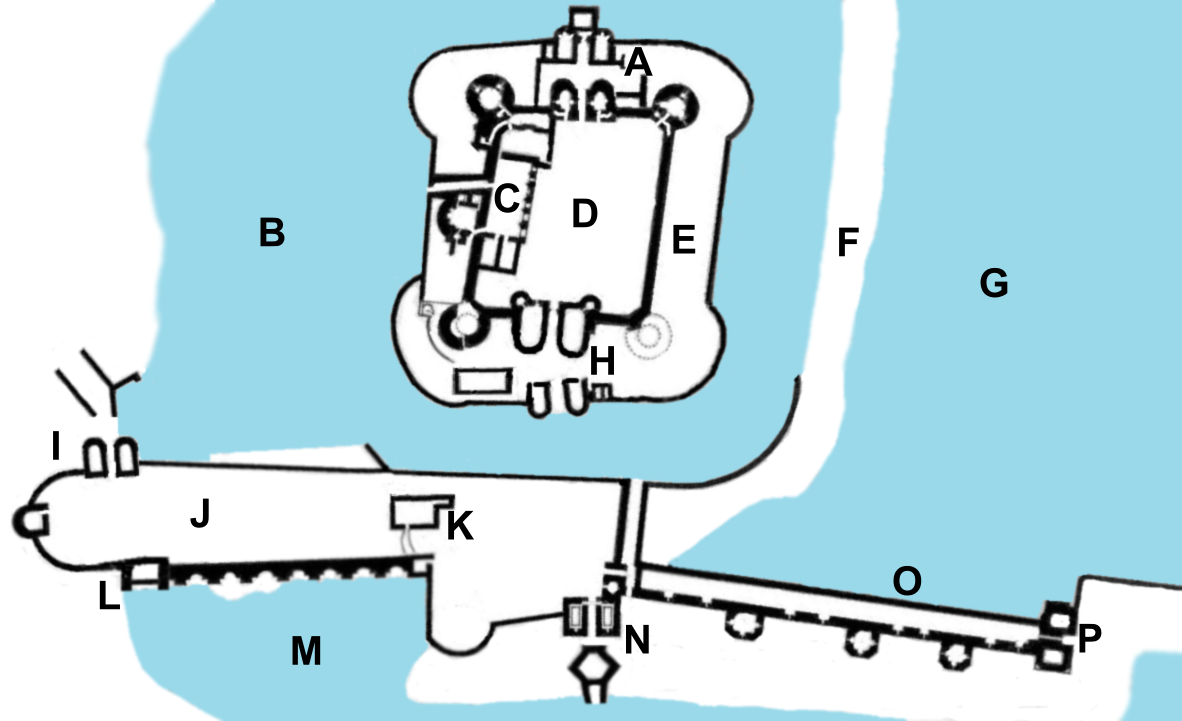
Château de Caerphilly, sud du pays de Galles, XIIIe siècle
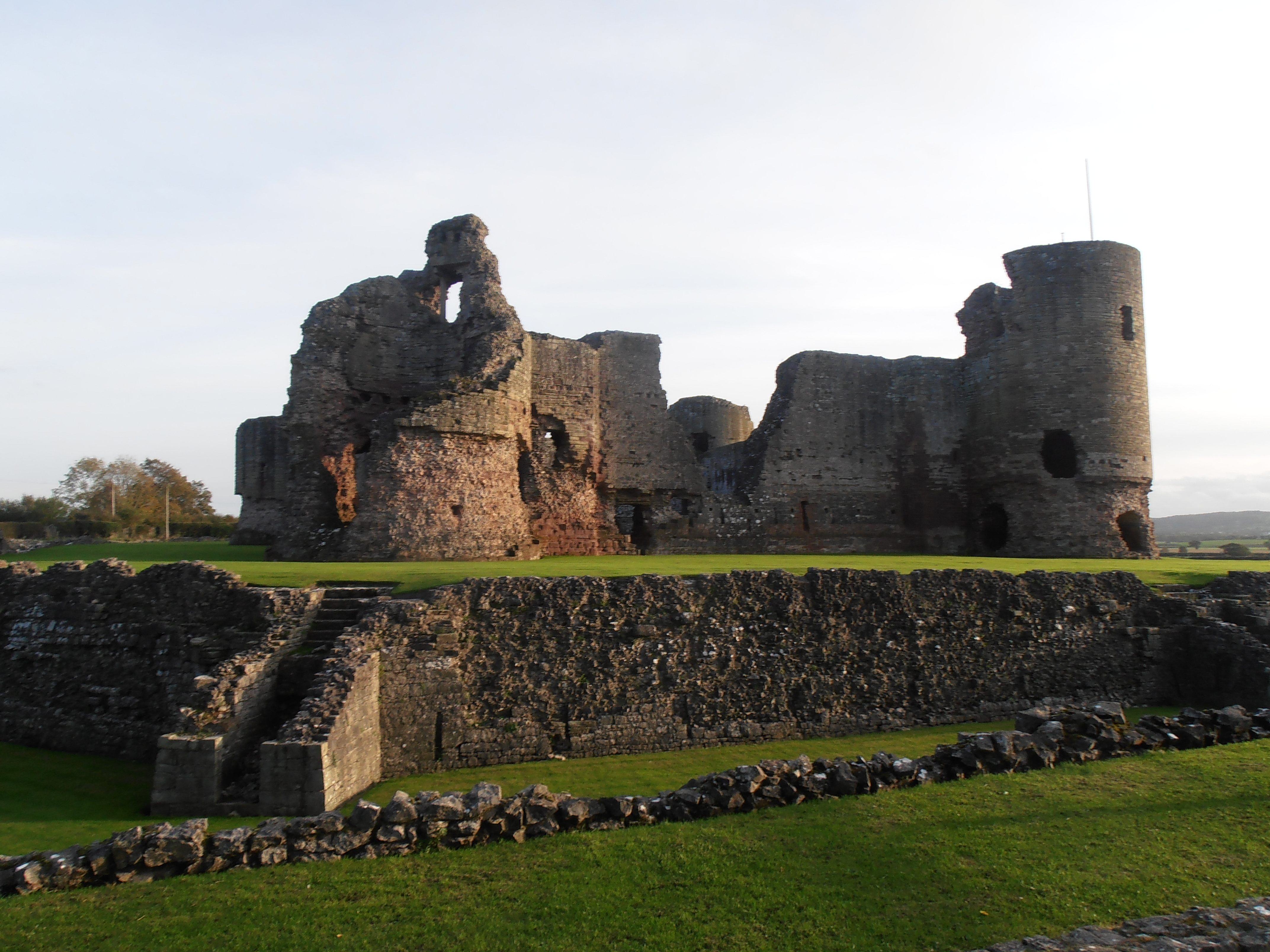
Château de Rhuddlan au nord du pays de Galles, 1277
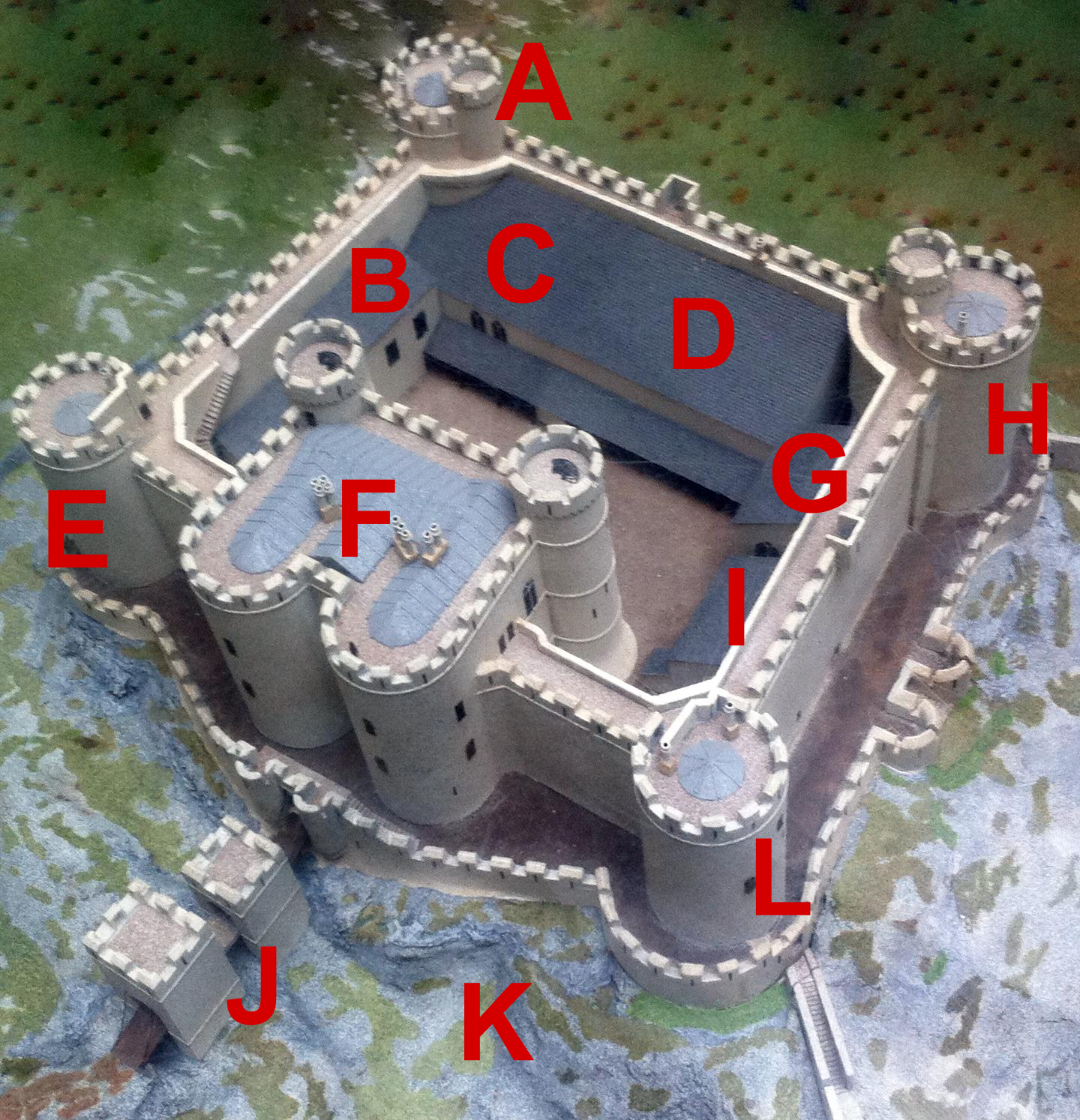
Château d'Harlech à l'ouest du pays de Galles, 1282-
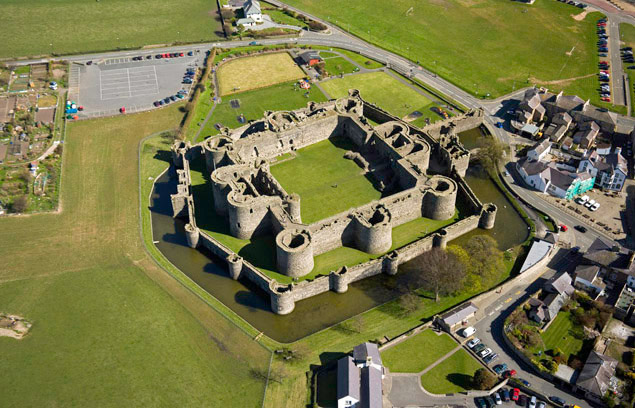
Château de Beaumaris, sur l'île d'Anglesey au nord-ouest du pays de Galles, 1295